# الميرزا باقر الزنجاني
الشيخ الميرزا محمد باقر بن محمد مهدي الزنجاني (1895 - 1974) عالم فقيه ومدرس.
ولد في زنجان عام 1895 ونشأ بها، قرأ مقدماته على أخيه الشيخ محمد حسن الخطيب والسطوح وبعض الأبحاث العالية على الحاج زين العابدين وميرزا عبد الرحيم الطائي والشيخ عبد الكريم الخوئيني والميرزا إبراهيم الرياضي الفلكي.
هاجر إلى العراق سنة 1920 لطلب العلم وإكمال الأبحاث العالية فنزل كربلاء أواخر أيام الشيخ محمد تقي الشيرازي فحضر عليه ثم هاجر إلى النجف وحضر أبحاث الشيخ إسماعيل المحلاتي والشيخ ضياء الدين العراقي والسيد أبي الحسن الأصفهاني والشيخ الميرزا محمد حسين النائيني واختص به وأجيز منه بالاجتهاد والرواية سنة 1934.
استقل بالبحث والتدريس وصار من مشاهير المدرسين في النجف وتخرج عليه جمع من العلماء والأفاضل وكان حسن الأخلاق متواضعاً.

## اساتذته
من ابرز اساتذته هم:
1. الشيخ محمد تقي الشيرازي المعروف بالميرزا الثاني
2. السيد أبو الحسن الإصفهاني
3. الشيخ محمد حسين النائيني
4. الشيخ ضياء الدين العراقي
5. شيخ الشريعة الاصفهاني
6. الشيخ عبدالله المامقاني
7. الشيخ إسماعيل المحلاتي
8. السيد ابوتراب الخوانساري

## تلاميذه
● علي الحسيني السيستاني
● علي الحسيني الخامنئي
● حسين وحيد الخراساني
● محمد اسحاق الفياض
● جواد التبريزي
● محمد امين زين الدين
● محمد الحسيني الروحاني
● محمد صادق الحسيني الروحاني
● الشهيد علي الغروي
● محمد علي القاضي الطباطبائي
● محمد مهدي الآصفي
● يوسف الحكيم
● مرتضى المهري
● محمد تقي الجواهري
● محمد الهاشمي الكلبايكاني
● محمد علي الجرجاني
● قربان علي الكابلي
● رضي الحسيني الشيرازي
● محمد الموسوي الشاهرودي صاحب «تحرير الأصول»
● أخطر عباس شيخ الجامعة الباكستاني
● أبي الحسن الرضوي
● جعفر النائيني
● عباس المدرسي اليزدي
● إبراهيم الزنجاني 
● أبو الفضل الأصفهاني
● علي الخوئيني
● محمد صادق السعيدي

## مؤلفاته
كلها مخطوطة
- تقريرات الأصول من بحث النائيني.
- تقريرات الفقه من بحث النائيني.
- كتاب التجارة.
- حاشية على كفاية الأصول.
- حاشية على - فرائد الأصول - الرسائل. *حاشية على المكاسب.
- تعليقة على رسالة اللباس المشكوك لأستاذه النائيني.
- حاشية على العروة الوثقى.
- رسالة في الحج.
- رسالة في الإجازة.
- رسالة في الشركة.
- رسالة في المضاربة.
- رسالة في النكاح.
- رسالة في فروع العلم الاجمالي.
- رسالة في مفاد صحيحة لا تعاد.
- رسالة في النية.
- تنقيح القواعد في الأصول.
- كتاب في الحكمة.
- الكشكول 1-8.
- رسالة عملية في الفقه.
- كتاب الصلاة.
- كتاب الطهارة.
- رسالة في قاعدة لا ضرر.
- رسالة في قاعدة من ملك.

## وفاته
توفي في النجف الاشرف يوم الاثنين 7 أكتوبر 1974 ودفن بها.